# Aplastodiscus musicus
Aplastodiscus musicus är en groddjursart som först beskrevs av Lutz 1949.  Aplastodiscus musicus ingår i släktet Aplastodiscus och familjen lövgrodor. IUCN kategoriserar arten globalt som otillräckligt studerad. Inga underarter finns listade i Catalogue of Life.